# アブダラー・ヌドゥール
アブダラー・ヌドゥール（Abdallah Ndour 、1993年12月20日 - ）は、セネガル・リュフィスク出身のプロサッカー選手。FCソショー＝モンベリアル所属。ポジションは、ディフェンダー。

## 経歴

### クラブ
2013年12月9日のUSクレテイユ＝リュシタノ戦でデビューするが、FCメスではリーグ戦出場の機会は無かった。
2014-15シーズンはRCストラスブールに期限付き移籍。翌年に完全移籍した際は単年契約を結ぶも、チームがリーグ・ドゥに昇格した場合は追加で2年間契約できるオプションが付随しており、同シーズンにストラスブールは2部昇格した。
2016-17シーズンも主力として活躍するも、シーズン終了間際に脛骨と腓骨を骨折する大怪我を負った。チームは同年に優勝しリーグ・アンに昇格した。
2020年6月、ストラスブールからFCソショー＝モンベリアルと3年契約を結んだ。

### 代表
2023年3月24日、アフリカネイションズカップ2023予選のモザンビーク代表戦でA代表初出場。